# Unsere Liebe Frau von Montserrat

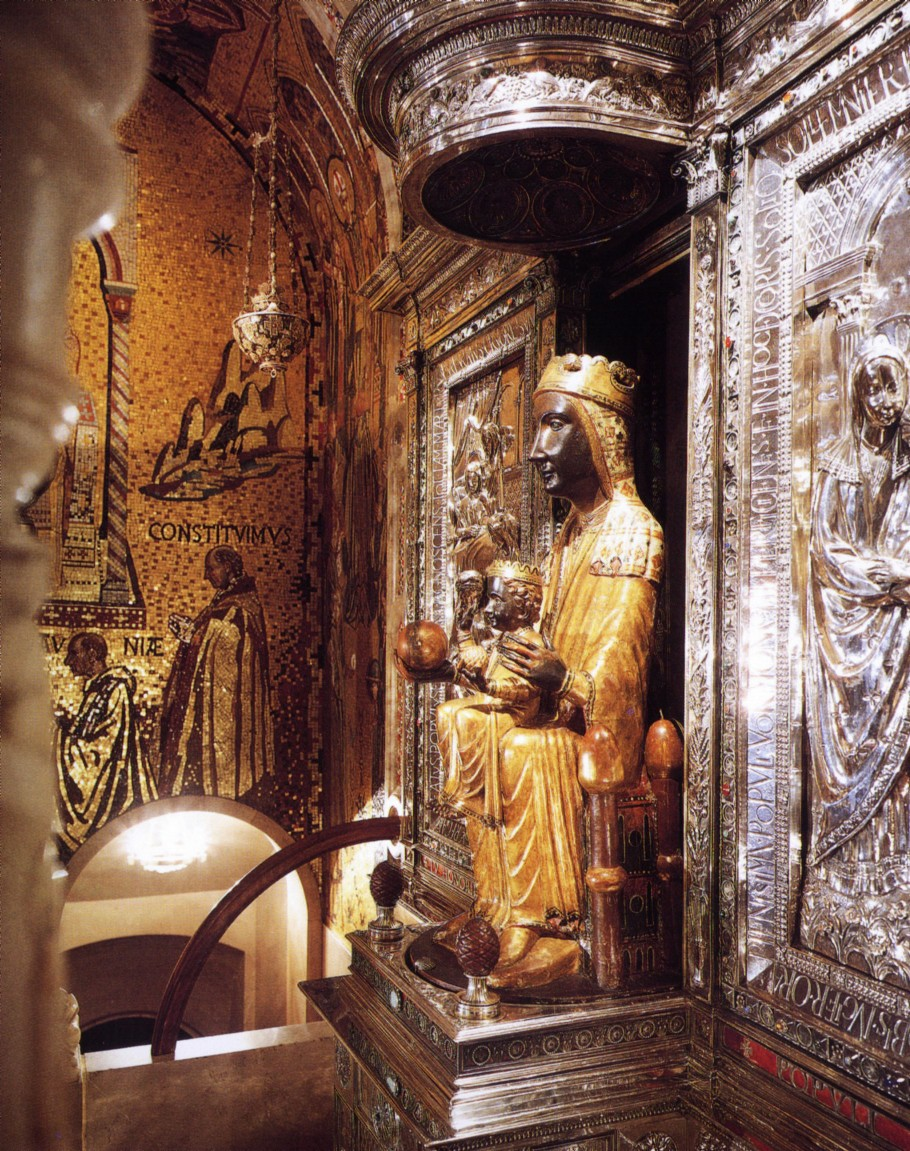
Die Schwarze Madonna von Montserrat

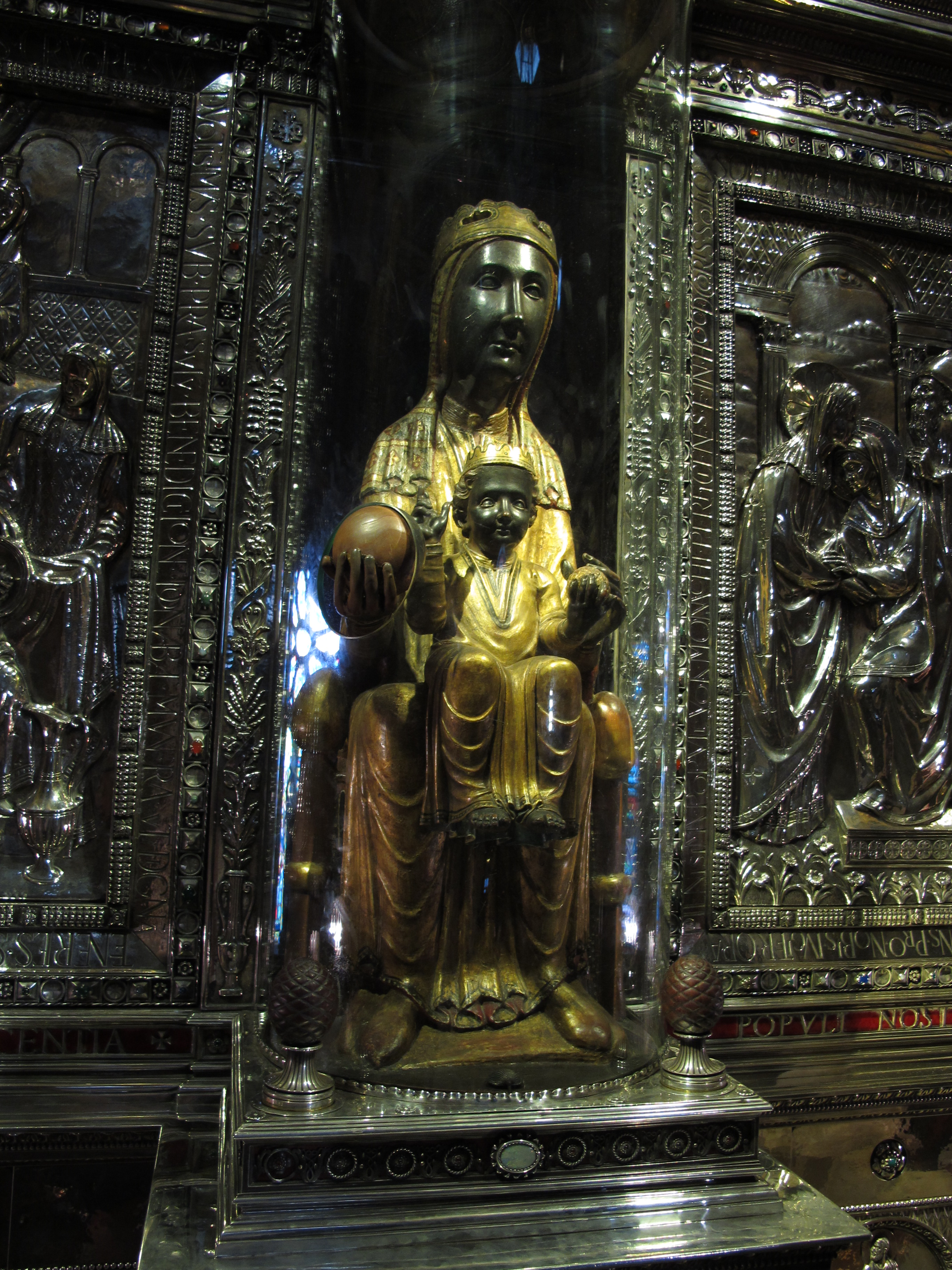
Frontalansicht

Die Schwarze Madonna Unsere Liebe Frau von Montserrat (katal: Mare de Déu de Montserrat), im Volksmund La Moreneta (Die kleine Braune) genannt, ist die Schutzheilige Kataloniens und befindet sich im Kloster Montserrat. Die Figur ist zu einem Symbol für Katalonien geworden und hat das Kloster zu einem Pilgerziel und zu einem Anziehungsort für Touristen gemacht.

## Geschichte
Der Legende nach wurde die erste Marienfigur um 880 von einigen Schäferjungen in einer Höhle gefunden. Als der Bischof dies erfuhr, beabsichtigte er, die Figur nach Manresa zu überführen. Dies erwies sich jedoch als unmöglich, da die Statue scheinbar zu schwer war. Der Bischof interpretierte dies als Wunsch der Madonna, an ihrem Fundort zu verbleiben, und ordnete den Bau der Eremitage Santa Maria am Standort des heutigen Klosters an.
Die Figur, die heute verehrt wird, ist eine romanische Statuette aus dem 12. Jahrhundert.
Die Figur ist ca. 95 cm groß, aus Pappelholz geschnitzt und bis auf Gesicht und Hände vollständig in Gold gefasst. Sie entspricht dem byzantinischen Madonnentyp der Nikopoia, eine in königlicher Haltung auf einem Thron sitzenden Madonna mit einem vollständig bekleideten sitzenden oder stehenden Jesusknaben, der die Hand in einem Segensgestus erhoben hat. Beide sind streng frontal ausgerichtet, ohne den Betrachter anzuschauen.
Mutter und Kind tragen beide eine Krone. Die Madonna trägt in ihrer Rechten eine Kugel, Symbol für das Universum. Auffallend sind ihre großen, feingliedrigen Hände. Der Jesusknabe mit den Gesichtszügen und der Körperhaltung eines Erwachsenen hält in der Linken einen Pinienzapfen. Der Pinienzapfen kommt in der christlichen Ikonographie in Bezug auf eine Madonna mit Kind-Darstellung selten vor. In der antiken Mythologie war der Zapfen als Symbol der Fruchtbarkeit in den Kulten von Kybele und Dionysos üblich. Als Symbol der Auferstehung und der Unsterblichkeit wird die Frucht der Pinie, in Verknüpfung mit dem Lebensbaum des Paradieses, jedoch auch in der christlichen Kunst verwendet.
Die Muttergottes selbst ist jedoch fast schwarz, so wie es Hohenlied Salomons heißt, dessen Bilder und Metaphern im Mittelalter in die Marienikonographie Eingang fanden: „Braun bin ich, doch schön, ihr Töchter Jerusalems, wie die Zelte von Kedar …“ (Hld 1,5 ) Im Volksmund erhielt die Figur den Namen „La Moreneta“ – die kleine Braune bzw. Gebräunte.
Den Grund für diese Schwärzung vermutet man gerne im Rauch der vielen Kerzen, die im Lauf der Jahrhunderte zur Verehrung am Fuße der Statue angezündet wurden. Wahrscheinlicher jedoch ist, dass es sich um eine genuine Schwarze Madonna handelt, wie sie in der Folge der Kreuzzüge vor allem im südeuropäischen Raum entstanden.
Am 11. September 1881, dem Katalanischen Nationalfeiertag, erklärte Papst Leo XIII. die Muttergottes von Montserrat zur Schutzpatronin von Katalonien neben dem Heiligen Georg (Sant Jordi auf Katalanisch). Er gewährte das Privileg, ihr eigene Gottesdienste zu widmen. Der Jahrestag wird am 27. April gefeiert.